# Zamek we Vranovie nad Dyjí
Zamek we Vranovie nad Dyjí – zabytkowy zamek w mieście Vranov nad Dyjí.
Wzmianka o pierwszym średniowiecznym zamku pochodzi z Kroniki Kosmasa z 1100. Renesansowy dziedziniec gospodarczy, barokowe i klasycystyczne przebudowy prowadzone były przez rodzinę i Michaela Jana II von Althann (1643-1702/1722). W XIX w. właścicielem zamku był Stanisław Mniszek (1774-1846) herbu Poraj, który ożenił się z Heleną Lubomirską (1783-1876), herbu Drużyna. Ich córka Ludgarda (1823-1911) w 1843 wyszła za mąż za Edwarda Piotra Stadnickiego (1817-1902) herbu Drużyna. W 1938, gdy miasto stało się częścią III Rzeszy majątek zostały skonfiskowany wnukowi Ludgardy – Adamowi Zbigniewowi Stadnickiemu (1882-1982) i sprzedany br. Gebhardowi von der Wense-Mörse.

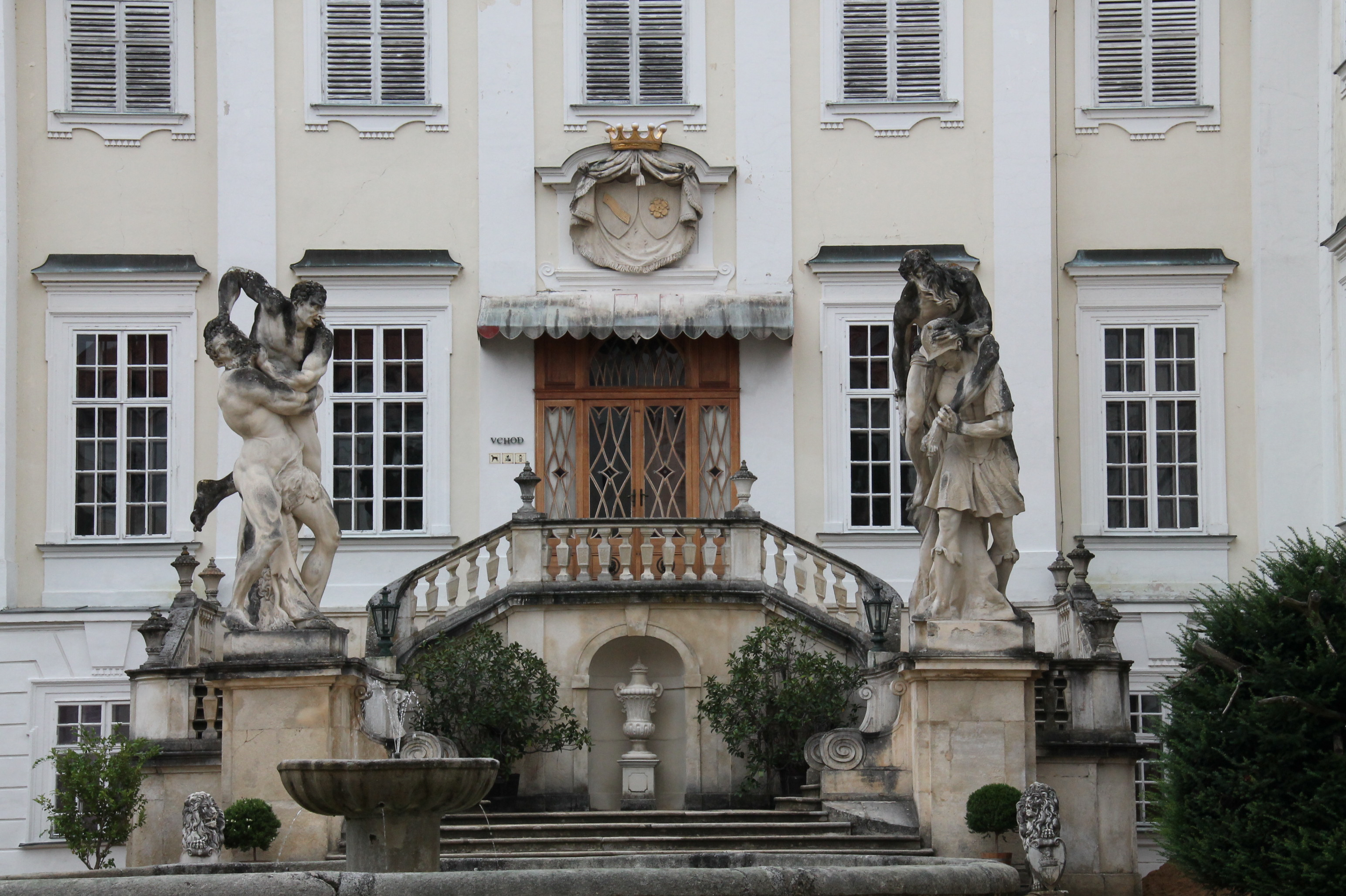
Herby Stadnickich i Poraj Miszków
Herb Drużyna Stadnickich
Herb Poraj Miszków

## Zobacz
- Zamek Vranov nad Izerą
- Twierdza Vranov(inne języki)